# Carlo Rosa
Pour les articles homonymes, voir Rosa.
Carlo Rosa  (né à Giovinazzo le 7 juillet 1613 et mort à Bitonto le 12 septembre 1678) est un peintre italien. 

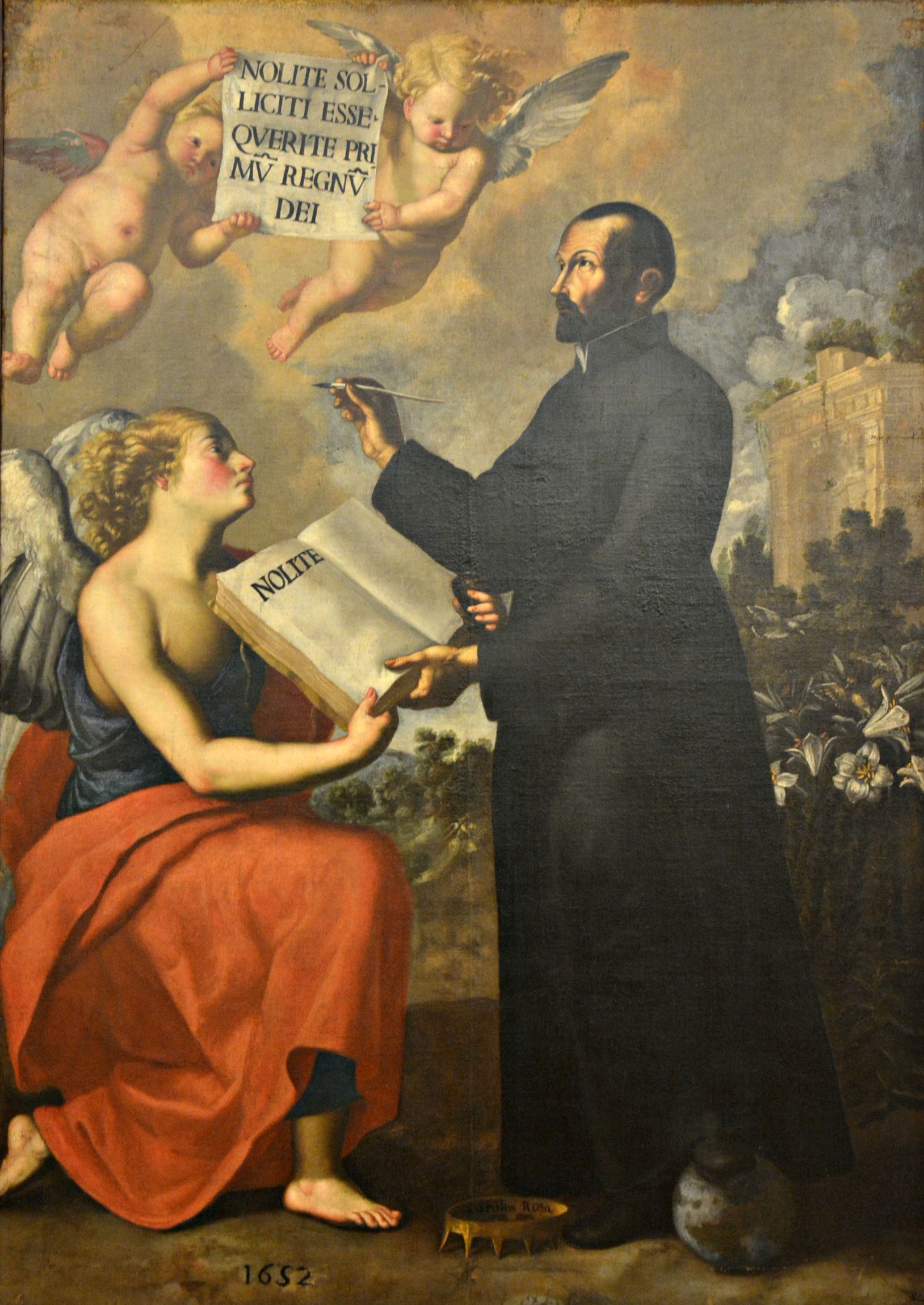
San Gaetano, Museo nazionale d'arte medievale e moderna della Basilicata

.

## Biographie
Carlo était le fils d'un peintre provincial, Massenzio Rosa.  Jeune garçon il a déménagé à Bitonto où il a eu une première formation puis sous le patronage de l'évêque de Bitonto, Fabrizio Carafa, il déménage à Naples, où de 1636 à 1641, il  travaille dans l'atelier de Massimo Stanzione. 

## Travaux
Après avoir travaillé avec Stanzione, Carlo Rosa s'est rendu à Rome, puis est revenu à Naples comme disciple de Mattia Preti. Il a également peint un Saint Grégoire et un San Carlo Borromeo pour l'église Santi Apostoli de Naples. Plus tard dans la vie, il est retourné à Bitonto, où il a peint pour de nombreuses églises comme les plafonds de l'église  San Nicola di Bari. Parmi ses élèves se trouve Francesco Antonio Altobello .